# Thug World Order
Thug World Order è il quinto album discografico in studio del gruppo musicale rap statunitense Bone Thugs-n-Harmony, pubblicato nel 2002.

## Tracce
1. T.W.O. Intro – 1:18
2. Bone, Bone, Bone – 3:45
3. Guess Who's Back (feat. LeReece) – 3:45
4. Home (feat. Phil Collins) – 5:18
5. What About Us – 5:24
6. Get Up & Get It (feat. 3LW & Felicia) – 4:00
7. Bad Weed Blues – 5:16
8. All the Way – 4:21
9. Non-Fiction Words by Eazy-E (Skit) – 0:21
10. Pump, Pump – 4:50
11. Set It Straight (feat. Felicia) – 4:28
12. Money, Money – 5:26
13. Not My Baby – 4:30
14. Cleveland Is the City (feat. Avant) – 5:00
15. If I Fall – 5:14
16. A Thug Soldier Conversation – 2:15